# Castell de Querroig
El Castell de Querroig és un antic castell medieval dels segles X–XI situat al cim del puig de Querroig, al punt on es troben els termes municipals de Portbou (Alt Empordà) i Banyuls de la Marenda i Cervera de la Marenda (Rosselló). Sobre les ruïnes del castell es va edificar una torre de guaita els segles XIV-XV.
És un indret situat al límit dels termes de Banyuls, Cervera i Portbou, a la divisòria entre l'Alt Empordà i el Rosselló. La major part de les ruïnes pertanyen al municipi de Portbou, si bé el seu extrem nord correspon a Banyuls de la Marenda i Cervera de la Marenda. Per accedir a les ruïnes del castell cal prendre la pista forestal que, partint del coll dels Belitres, passa pel coll del Frare i el coll de Rumpissar.

## Història
El puig sobre el qual es troben les restes del castell s'esmenta l'any 981 (podium Cariorubio) com a límit d'un alou del comte Gaufred d'Empúries. La història del castell, pròpiament, no es coneix gaire. Es troba documentat l'any 1385 (castrum de Carroig). Les ruïnes conservades semblen correspondre a una construcció dels segles X-XI. Quan el castell ja es trobava enrunat, es va construir, al mateix indret, la torre de Querroig, datable dels segles XIV-XV.

## Descripció
Les restes que es conserven del castell, molt trinxades, indiquen que es tractava d'una construcció de planta força singular, amb murs de traçat sinuós. És datable als segles X-XI. El recinte, segons els trams conservats, devia seguir la forma del planell superior del puig. Al mig d'aquesta planta definida hi ha les restes d'una gran torre de l'homenatge de planta rectangular molt allargada.
L'estat dels murs és força desigual. Hi ha trams que arriben a una alçària de 5 m, a l'est, i d'altres que amb prou feines se'n pot veure el rastre. En el tram de muralla més gros dels conservats es pot veure una filada d'espitlleres altes i estretes. L'aparell és fet amb lloses de llicorella del mateix terreny geològic. Són simplement trencades, de petites dimensions i disposades irregularment, fet que li dona una aparença rústega. Els carreus cantoners, així com els que configuren les espitlleres, són ben tallats i fets amb pedra de granit. Això fa que destaquin per la seva coloració més clara. La planta que defineixen els murs és força singular, a causa de la forma del terreny i de la funció defensiva del conjunt.

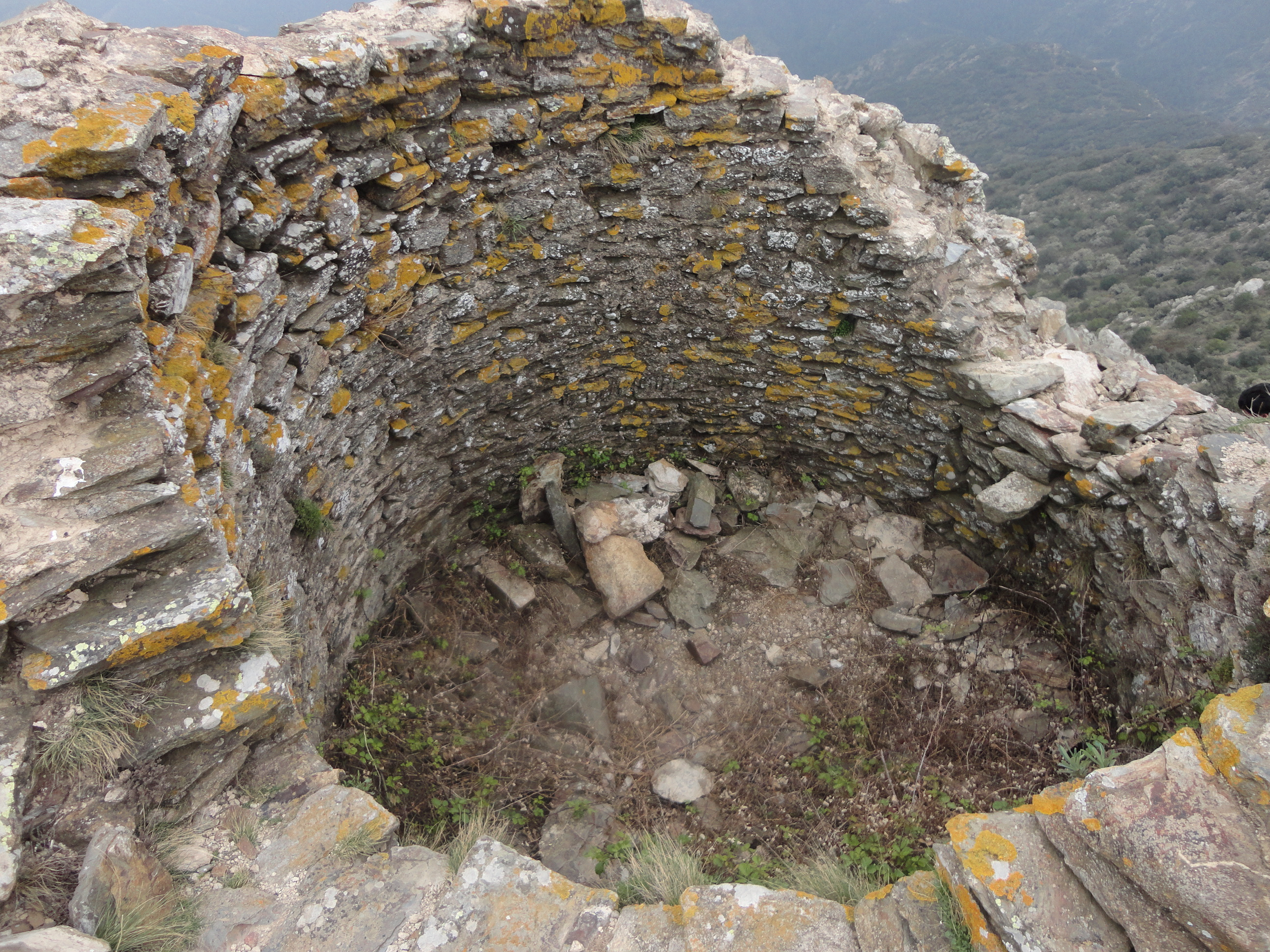
Torre de Querroig

La Torre de Querroig fou construïda sobre les ruïnes del castell, concretament sobre els murs enrunats de la torre de l'homenatge i de la muralla del castell. És una torre de guaita cilíndrica, construïda amb pedres grosses desbastades i lligades amb morter. El mur és força gruixut, però només es conserva en una alçària màxima d'uns 7 m, ja que ha perdut els pisos superiors. A l'interior és cobert per una volta semiesfèrica. Data dels segles XIV-XV.

## Itineraris d'excursionisme
La Torre, o Castell, de Querroig és avui dia escenari de nombroses rutes d'excursionisme per l'extrem oriental de la Serra de l'Albera
.